# Katarína Cibulková
Katarína Cibulková (* 14. ledna 1962) je slovenská právnička a politička. Od roku 2006 byla poslankyní Národní rady Slovenska.

## Život
Absolvovala Právnickou fakultu Univerzity Komenského v Bratislavě. V roce 1984 začínala jako podniková právnička, po dvou letech přešla na státní notářství, kde byla notářskou tajemnicí, roku 1993 založila soukromou advokátní kancelář.
V letech 2002–2006 zastávala funkci zastupitelky Piešťan za SDKÚ-DS.
Od roku 2006 je poslankyní Národní rady, znovuzvolena byla v červnu 2010 za SDKÚ-DS.
Je vdaná, žije v Piešťanech. Dcera Dominika Cibulková je slovenská profesionální tenistka.